# ماسانوري كاتسو
ماسانوري كاتسو هو سياسي ياباني، ولد في 21 مايو 1879 في فوكوكا في اليابان، وتوفي في 11 نوفمبر 1957. نشط حزبياً في Constitutional Democratic Party (Japan) ‏. وقد انتخب عضو مجلس النواب الياباني ‏.